# Vilamoura Challenger 1988
Il Vilamoura Challenger 1988 è stato un torneo di tennis facente parte della categoria ATP Challenger Series nell'ambito dell'ATP Challenger Series 1988. Il torneo si è giocato a Vilamoura in Portogallo dal 18 al 24 aprile 1988 su campi in cemento.

## Vincitori

### Singolare
Barry Moir ha battuto in finale  Stephane Bonneau con il punteggio di 6–1, 6–2

### Doppio
Peter Doohan /  Michael Fancutt hanno battuto in finale  Stephane Bonneau /  Fabio Silberberg con il punteggio di 6–4, 6–3